# Dango

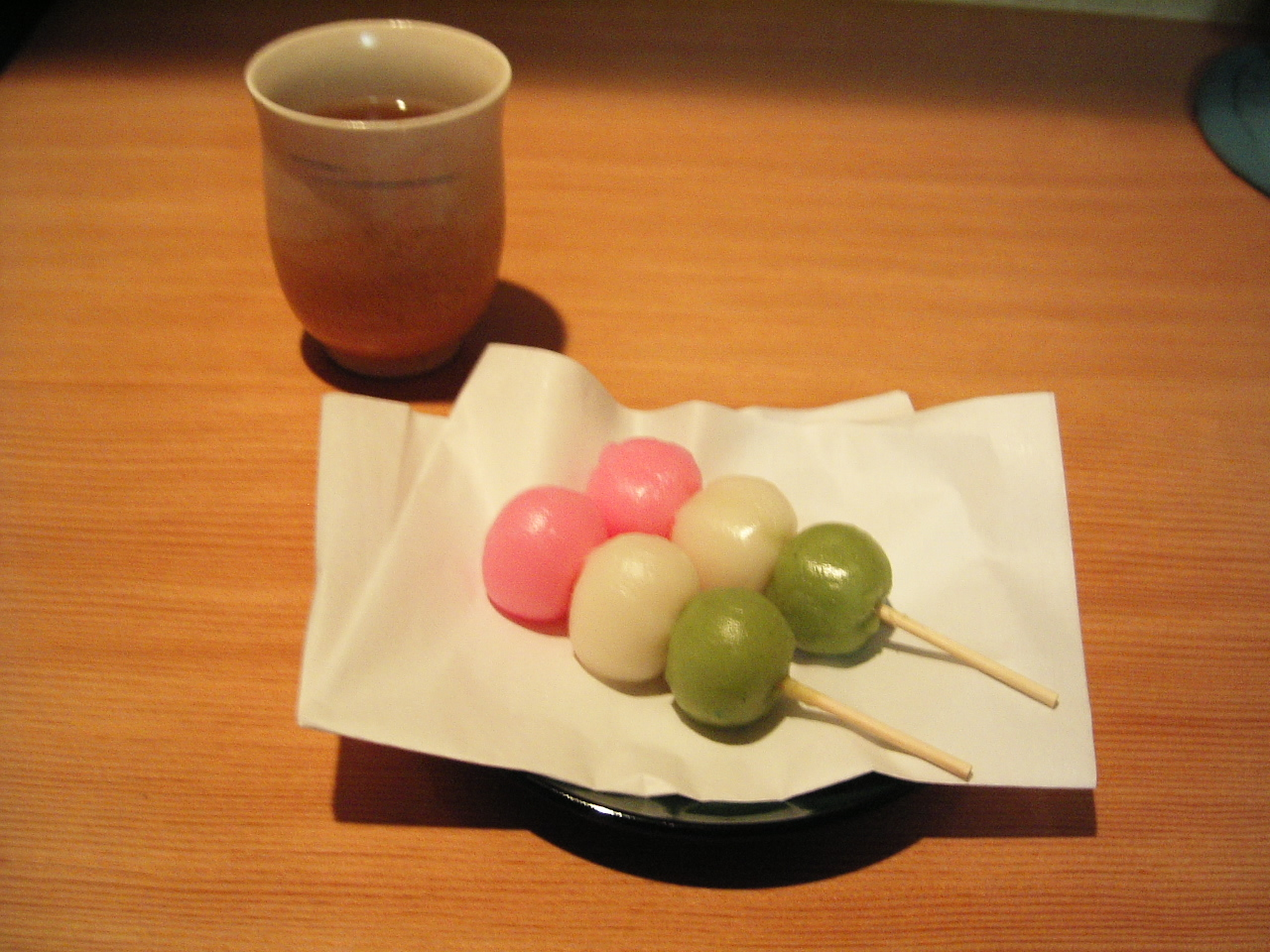
Dango Tricolor

Dango (団子) este o gogoașă japoneză făcută din făină de orez amestecată cu făină de orez uruchi și făină de orez cu gluten.
Metoda preparări este diferită de mochi, care este făcut dupa gătirea la aburi a orezului cu gluten. Dango este, în general, modelat în forma sferică. Trei, patru, sau cinci sfere sunt servite pe un băț, numit și kushi-dango (串団子). Dango face parte din categoria mâncărurilor wagashi și este deseori servit cu ceai verde. Este consumat pe tot parcursul anului, dar diferite feluri de dango sunt mâncate, din motive tradiționale, în anumite anotimpuri.